# Кудрявець Євген Володимирович
Кудрявець Євген Володимирович (нар. 6 грудня 1993, Одеська область) — український менеджер освіти, PhD з економіки, освітній дипломат. Перший заступник міністра освіти і науки України (від 24 червня 2023 р.).
Політичний делегат України в Раді CERN, директор Genius Olympiad Ukraine та член міжнародної ради Genius Olympiad, член Виконавчої ради глобального офісу IFIA, директор SSEP Ukraine.
Заступник директора з управління стратегічними проєктами та міжнародних відносин, Національний центр «Мала академія наук України» (2018—2023), секретар робочої групи «Освіти та науки» Національної ради відновлення України після війни при Президентові України, Кавалер Ордену «За заслуги» ІІІ ступеня (2021), нагороджений нагрудним знаком «Відмінник освіти України»(2019).
Увійшов до списку видання Forbes Ukraine (2023) "30 до 30: творці майбутнього".

## Життєпис
Народився у місті Білгород-Дністровський, Одеської області. Сімейний стан: одружений.
Освіта:
Випускник Київського національного університету імені Тараса Шевченка. У 2014 році отримав диплом бакалавра міжнародної економіки, в 2016 році магістра міжнародної економіки та у 2017 році магістра міжнародного права.
У 2020 році захистив дисертацію на тему: «Інноваційно-освітні ядра у формуванні та розвитку міжнародних кластерів». Спеціалізована вченою радою ДФ 26.001.086 Київського національного університету імені Тараса Шевченка. Було присуджено ступінь доктора філософії (PhD) рішенням атестаційної колегії ВІД 09 лютого 2021 року.
Стипендіат Президента України для молодих вчених (2018, 2009). Лауреат премії Національної академії наук України (2015).
У 2022-2023 навчався в Tufts University, Fletcher School of Law and Diplomacy, програма міжнародних відносин, отримав ступінь магістра.

## Діяльність та проєкти в Україні
Мала академія наук
Євген Кудрявець працював у Національному центру «Мала академія наук України» з 2011 року по 2023 рік, останні 5 років на посаді заступника директора з управління стратегічними проєктами та міжнародних відносин. 12 років займався розбудовою міжнародних відносин МАН, співпрацею з міжнародними олімпіадами та міжнародними проєктами МАН. З 2017 — до тепер — Президент Асоціації випускників МАН України, засновником якої є. В період роботи у МАН був керівником-засновником Музей Математики «Кубоїд», Генеральним менеджером Музею науки України, директором Олімпіади Геніїв в Україні та директором ЄвроМАН.
Під час роботи в МАН забезпечив відкриття доступу українським учням до 20 нових міжнародних конкурсів та олімпіад, де Україна виграла більше 900 медалей, розбудовував освітню дипломатію та налагоджував зв'язки з ЮНЕСКО, НАСА й ООН.
Асоціація випускників Малої академії наук України
Євген Кудрявець є одним із засновників Всеукраїнської громадської організації «Асоціація випускників Малої академії наук України» та був її директором з 2011 року. З 2017 — до тепер — Президент Асоціації випускників Малої академії наук.
Музей науки
З 2020 по 2023 був генеральним менеджером Музею науки НЦ «Мала академія наук» (1) За перший рік музей отримав майже 100 тисяч відвідувачів. Окрім постійної виставки Музей науки організовує навчальні програми, які можна провести в рамках шкільних занять, а також виїзні проєкти й літній табір для юних науковців та дослідників. Головна мета центрів музеїв науки — це відкрити для молоді науку та безпосередньо надати можливість зацікавитися тими чи іншими науковими явищами, які є навколо нас.
Олімпіада Геніїв
У 2021 році Євген Кудрявець від МАН розпочав співпрацю з Genius Olympiad. Україна першою у світі отримала від США ліцензію на проведення національної Олімпіади Геніїв, директором якої став Євген Кудрявець.

## Міжнародна діяльність
CERN
З 2023 року  Делегат України у Раді CERN, де раніше був дипломатичним радником з березня 2017.
EuroJAS
З листопада 2016 по квітень 2023 був Директором ЄвроМАН. ЄвроМАН зробив міжнародну освітню колаборацію з Аргонською національною лабораторією США за підтримки Міністерства енергетики США — створення першого профорієнтаційного курсу для школярів з атомної енергетики, Проект «Лекції майбутнього» — візити в Україну 5 Нобелівських лауреатів.
Роботи школярів на МКС
У Євген Кудрявець підписав у Вашингтоні угоду про участь України в американській програмі студентських експериментів SSEP. Роботи школярів відправли і протестують на МКС, а учасники побачать запуск ракети Falcon 9 на мисі Канаверал. Дві команди-фіналісти, обрані UNIT.City разом з Малою академією наук з-поміж 238 команд-учасників, відправили свої проєкти на Міжнародну космічну станцію та змогли провести дослідження. Школярі познайомились з представниками трьох ключових компаній з космічних досліджень — Alpha Space, NanoRacks і Staars. Вони мають свої центри на МКС та відправляють у космос по 300—400 експериментів на рік. Проєкти досліджень учнів відправились на МКС 26 листопада 2022 на кораблі SpaceX Dragon.
IFIA
З 2021 року член Виконавчої ради глобального офісу Міжнародної федерація асоціацій винахідників IFIA.
MILSET, Міжнародний рух за науково-технологічне дозвілля
У 2018 році розпочав співпрацю MILSET ставши членом виконавчої ради, з 2020 по 2022 Віце президент, член виконавчої ради MILSET Європа та Директор Виконавчої ради глобального офісу Міжнародного руху за науково-технологічне дозвілля. Через відмову у підтримці українських дітей під час повномасштабного вторгнення було припинено співпрацю.
Залучення підтримки для України під час повномасштабного вторгнення
У 2022 році, з початком повномасштабного вторгнення Росії в Україну створив проект для підтримки України серед нобелівських лауреатів разом з Надзвичайним та Повноважним послом України у США, де понад 40 Нобелівських лауреатів читали лекції для українських дітей. У серпні 2022 став директором з питань освіти та інновацій Фундації Українського Дому у Вашингтоні та разом з Фундацією Олени Зеленської організував доставку в Україну 40 тис. ноутбуків для вчителів під час війни. Директор з питань освіти та інновацій, Ukraine House DC Foundation, Washington.
Український глобальний університет
У 2022 році Євген Кудрявець став членом керівної команди Українського глобального університету, створеного для допомоги українським студентам під час війни. Мережа об'єднує найкращі світові освітні заклади та має на меті надати до них, а також до нових стипендій та програм постдокторантури доступ українським студентам, стипендіатам, науковцям та викладачам. Стенфорд, Гарвард, Єльський університет та інші провідні навчальні заклади підтримали ініціативу та виділили конкретні ресурси та програми під стипендії та спільні заходи.
Український інститут
Міністр закордонних справ України, Дмитро Кулеба підписав наказ про планове оновлення Наглядової ради Українського інституту, що займається культурною дипломатією України. Кудрявець Євген увійшов в оновлений склад Наглядової ради установи.

## Міністерство освіти і науки
Громадська рада Міністерства освіти і науки
З 2014 по 2018 рік член Громадської ради МОН, спочатку заступник голови (2014—2018), у 2016—2018 роках був головою Громадської ради МОН.
Інша діяльність, пов'язана з Міністерством
Євген Кудрявець був членом комітету державних премій, затверджений у склад комітету у 2017 році указом Президента України
У 2019—2020 був радником міністра освіти і науки України Ганни Новосад.
У 2022 році увійшов у склад Національної ради з відновлення України від наслідків війни, дорадчого органу при Президентові України.
Міністерство освіти і науки
4 квітня 2023 року призначений на посаду Заступника Міністра освіти і науки України з питань європейської інтеграції. 24 червня 2023 року призначений на посаду Першого заступника Міністра освіти і науки України.

## Нагороди
1. Орден «За заслуги» ІІІ ступеня (Указ Президента України № 496/2021).
2. Нагрудний знак «Відмінник освіти України» (Наказ МОН № 226-к від 27.05.2019).